# Bernard Brochand
Bernard Brochand (Niza, 5 de junio de 1938-Cannes, 25 de febrero de 2025) fue un político francés que fue miembro de la Asamblea Nacional de Francia de 2001 a 2022. Representó a la octava circunscripción del departamento de Alpes Marítimos, como miembro de los Republicanos. Su circunscripción cubría la localidad turística de la Riviera de Cannes.

## Vida profesional
Después de graduarse de HEC Paris, su carrera comenzó en Procter & Gamble, antes de llegar a ser director de Eurocom en 1975 y de la agencia de publicidad DDB International en 1989.
Su pasión de toda la vida por el deporte, y especialmente por el fútbol, le llevó a incorporarse al consejo de administración del Paris Saint-Germain F.C. en 1971, y convirtiéndose en presidente de la asociación de clubes a finales de los años 1990.

## Vida política
Es miembro del grupo Los Republicanos (LR) en la Asamblea Nacional. En 2004, firmó conjuntamente una propuesta para restablecer la pena de muerte por actos de terrorismo.
A los 79 años, se convirtió en padre de la Cámara en las elecciones parlamentarias de 2017.
No buscó la reelección en las elecciones legislativas francesas de 2022.